# Bart Cummings
James Bartholomew "Bart" Cummings AM, född 14 november 1927, död 30 augusti 2015, var en australisk galopptränare. Han var även känd under sina initialer JB Cummings, samt som Cups King, som hänvisade till hans 12 segrar i Melbourne Cup.

## Biografi
Cummings föddes 1927 i Adelaide, South Australia, son till galopptränaren Jim Cummings, som bland annat tränade Comic Court som segrade i 1950 års upplaga av Melbourne Cup. Bart arbetade inledningsvis hos sin far, trots att han var allergisk mot hästar och hö.

### Karriär
Cummings tog ut sin tränarlicens 1953, och hade sitt stall i Glenelg i södra Australien. Hans första större seger kom 1958, då han vann South Australian Derby, vilket även var hans första grupp 1-seger.
Under sin karriär tog Cummings 246 grupp 1-segrar och mer än 776 segrar i stakeslöp. Förutom sina 12 segrar i Melbourne Cup vann han Caulfield Cup sju gånger, Golden Slipper Stakes fyra gånger, Cox Plate fem gånger, VRC Oaks nio gånger och Newmarket Handicap åtta gånger. Han vann även Australian Cup tretton gånger.

### Sista år
Cummings avled den 30 augusti 2015 i Prince's Farm i Castlereagh i New South Wales, två dagar efter att han och frun Valmae firat sin 61:a bröllopsdag. Han var 87 år gammal.

## Utmärkelser
- 1974 ABC Sportsman of the Year[12]
- 1982 Australienorden för sina insatser till galoppsporten.[13]
- 1991 valdes Cummings in i Sport Australia Hall of Fame. [14]
- 2001 valdes Cummings in i Australian Racing Hall of Fame.[15]
- 2008 tillkännagav Racing NSW ett nytt pris kallat The Bart Cummings Medal som kommer att delas ut för "konsekventa, enastående prestationer bland jockeys och tränare vid New South Wales storstadstävlingar under en tävlingssäsong".[16]